# Пласенбург
Пласенбург (на немски: Plassenburg) е крепост, замък над град Кулмбах в Горна Франкония в провинция Бавария в Германия.
Споменат е за пръв път през 1135 г., когато граф Бертхолд II фон Андекс, който вероятно го построява, се нарича „граф на Пласенбург“ („comes de Plassenberch“).